# Richard Schmidt (veslař)
Richard Schmidt (* 23. května 1987, Trier) je německý veslař. Na olympijských hrách 2012 v Londýně získal zlatou medaili na osmě.
Je trojnásobným mistrem světa na osmě z let 2009–2011.